# Francesco Maria Tarugi
Francesco Maria Tarugi COr (ur. 27 sierpnia 1525 w Montepulciano, zm. 11 czerwca 1608 w Rzymie) – włoski kardynał.

## Życiorys
Urodził się 27 sierpnia 1525 roku w Montepulciano, jako syn Tarugia Tarugia i Giulii Pucci. Studiował literaturę i prawo, a następnie udał się do Parmy, gdzie poznawszy Filipa Neriego wstąpił do zakonu filipinów (profesję wieczystą złożył w 1565 roku). W 1571 roku przyjął święcenia kapłańskie. 9 grudnia 1592 roku został wybrany arcybiskupem Awinionu, a dwanaście dni później przyjął sakrę. 5 czerwca 1596 roku został kreowany kardynałem prezbiterem i otrzymał kościół tytularny San Bartolomeo all’Isola. Rok później został przeniesiony do archidiecezji Siena, jednak w 1607 roku zrezygnował z zarządzania nią. Był pierwszy purpuratem spośród filipinów, jednak planował zrezygnować z tej godności (nie doszło to do skutku). Zmarł 11 czerwca 1608 roku w Rzymie.